# Cattleya pendula
Cattleya pendula là một loài thực vật có hoa trong họ Lan. Loài này được (R.C.Mota, P.L.Viana & K.G.Lacerda) Van den Berg mô tả khoa học đầu tiên năm 2008.